# 사일렌토
사일렌토(Silentó, 1998년 1월 22일 ~ )는 미국의 래퍼이다. 대표곡은 데뷔 싱글인 "Watch Me"이다. "Watch Me (Whip/Nae Nae)"로도 알려져있다. 이 곡은 2015년 1월 26일 처음으로 유튜브 온라인에 업로드 되었다. 업로드 후 5달 만에 영상은 4800만 뷰를 기록했다. 이 곡은 빌보드 핫 100 3위까지 올랐다. 따라하기 쉬운 안무로 덕분에, 젊은 층의 호응을 얻었고 많은 패러디가 양산됐다. 2015년 4월 캐피틀 레코드와 계약해 뮤직비디오 출시와 함께 싱글 트랙을 발매했다.